# Elaine Thompson-Herah
Elaine Thompson-Herah, tidigare Elaine Thompson, född 28 juni 1992 i Manchester Parish, Jamaica, är en jamaicansk friidrottare som tävlar i sprint.

## Karriär
Thompson-Herah vann silver på 200 meter under VM 2015 i Peking. Hon satte då personligt rekord på tiden 21.66, tre hundradelar från guldmedaljören Dafne Schippers. I olympiska sommarspelen 2016 i Rio de Janeiro vann hon guld på 100 meter på tiden 10.71. 
Vid olympiska sommarspelen 2020 i Tokyo försvarade Thompson-Herah sitt guld på 100 meter. Hon sprang finalen på 10,61 sekunder, vilket innebar nytt olympiskt rekord samt den näst snabbaste tiden någonsin. Det blev även trippelt jamaicanskt på prispallen då Shelly-Ann Fraser-Pryce tog silver och Shericka Jackson tog brons. Thompson-Herah tog därefter sitt andra guld vid OS 2020 då hon sprang 21,53 sekunder på 200 meter, vilket var den näst snabbaste tiden genom tiderna. Thompson-Herah tog även ett tredje guld som en del av Jamaicas lag på 4×100 meter stafett.
I juli 2022 vid VM i Eugene tog Thompson-Herah brons på 100 meter då hon sprang i mål på 10,81 sekunder.